# JBIG
JBIG – standard bezstratnej kompresji opracowany przez grupę ekspertów o tej samej nazwie (ang. Joint Bi-level Image Experts Group).
Jest to reprezentacja kodowa informacji graficznej i głosowej, progresywna dwupoziomowa kompresja obrazów.

## Zastosowania
Standard definiuje metodę dla bezstratnego dwupoziomowego (czarno – białego) kodowania kompresyjnego obrazów, może być również stosowany do kodowania obrazów o różnej skali szarości oraz obrazów kolorowych.
Stosowana metoda „bit-perserving”, charakteryzuje się dużymi możliwościami implementacyjnymi, w szczególności pozwala tworzyć aplikacje wykorzystujące wspólną bazę danych, która:
- może w sposób efektywny udostępniać informację graficzną o rozdzielczości dopasowanej do możliwości urządzeń wyjściowych,
- pozwala na efektywniejsze udostępnianie obrazów dla potrzeb aplikacji poprzez łącza telekomunikacyjne o małej i średniej przepływności binarnej.